# エクスモーション
株式会社エクスモーション（英文社名：eXmotion Co., Ltd.）は、東京都品川区北品川に本社を置く、ソフトウェア開発コンサルティング会社。

## 概要
エクスモーションは、2008年にソフトウェア開発コンサルティングサービスを提供する会社として設立された。自動車等に組み込まれる制御系ソフトウエアのコンサルティングや開発の請け負いを行い、2018年に東京証券取引所マザーズに上場した。

## 沿革
- 2008年 東京都港区芝で株式会社エクスモーションを設立[4]。
- 2017年 東京都品川区大崎に本社を移転[4]。
- 2018年 東京証券取引所マザーズに上場[4]。
- 2023年 事業拡大のため「日の出ソフト株式会社」を子会社化